# Inkubus Sukkubus
Inkubus Sukkubus é uma banda de rock gótico britânica formada em 1989 por Candia Ridley, Tony McKormack e Adam Henderson, que foram descritas como uma das bandas undergrounds mais populares do Reino Unido. Os temas da banda geralmente giram em torno do paganismo.
Inkubus Sukkubus Eles também foram descritos por Mick Mercer como uma "versão zumbi do Fleetwood Mac" em seu livro Hex Files: a bíblia gótica.

## Membros
O grupo consiste no guitarrista Tony McKormack, na vocalista Candia Ridley e no baixista Adam Henderson.
Candia é a vocalista principal, mas McKormack faz algum vocais de apoio e canta sozinho na canção "Atrocity".
- Candia Ridley: Vocais, letras
- Tony McKormack: Violão, Produção, Composição, algum Vocais
- Adam Henderson: baixo.

## Discografia
- 1990: Beltaine
- 1993: Belladonna & Aconite
- 1994: Wytches
- 1995: Heartbeat of the Earth
- 1997: Vampyre Erotica
- 1998: Away with the Faeries
- 1999: Wild
- 2001: Supernature
- 2003: The Beast with Two Backs
- 2004: Wytches and Vampyres: The Best Of
- 2005: Witch Queen (EP)
- 2007: Science & Nature
- 2008: Viva La Muerte
- 2010: The Dark Goddess
- 2011: The Goat
- 2013: Queen of Heaven, Queen of Hell
- 2014: Love Poltergeist
- 2015: Mother Moon
- 2016: Barrow Wake
- 2016: Wikka Woman
- 2017: Belas Knap
- 2018: Vampire Queen